# Campodorus dorsalis
Campodorus dorsalis là một loài tò vò trong họ Ichneumonidae.